# Krinofágia
A sejtes önemésztés (autofágia) egyik speciális fajtája a krinofágia (a görög krínó – elválaszt, kiválaszt és phagein – enni szóösszetételből – de Duve – 1969), melynek során a sejtek (főként mirigysejtek) által megtermelt hasznos anyagokat (szekrétumot) tartalmazó, membránnal határolt szekréciós granulumok közvetlenül fuzionálnak a bontóenzimeket tartalmazó lizoszómákkal, ezáltal történik meg lebontásuk. A folyamat tulajdonképpen egy egyszerű membránfúzió, amely kiválóan alkalmas elöregedett vagy feleslegessé vált szekréciós szemcsék rendkívül gyors eltávolítására, majd a sejt a lebontott anyagokat újra tudja hasznosítani. Szerepe van a mirigysejtek homeosztázisának, valamint a szekrétum sejten belüli keletkezés – degradáció egyensúlyának fenntartásában. Az autofágiának, mint sejtes önemésztési folyamatnak négy fő formáját ismerjük (makroautofágia, mikroautofágia, chaperone-mediált autofágia és krinofágia). Az autofágia fő fajtái aszerint vannak elkülönítve, hogy a sejt saját anyagai hogyan kerülnek bele a lizoszóma üregébe.